# Copa Internacional da Europa Central de 1948–53
A Copa Internacional da Europa Central de 1948–53, foi a quinta edição do torneio disputada entre 1948 e 1953.

## Classificação
| Pos | Equipes         | Pts | J | V | E | D | GM | GS | SG  |
| --- | --------------- | --- | - | - | - | - | -- | -- | --- |
| 1   | Hungria         | 11  | 8 | 5 | 1 | 2 | 27 | 17 | 10  |
| 2   | Tchecoslováquia | 9   | 8 | 4 | 1 | 3 | 18 | 12 | 6   |
| 3   | Áustria         | 9   | 8 | 4 | 1 | 3 | 15 | 19 | −4  |
| 4   | Itália          | 8   | 8 | 3 | 2 | 3 | 10 | 9  | 1   |
| 5   | Suíça           | 3   | 8 | 0 | 3 | 5 | 12 | 25 | −13 |

## Partidas
| 21 de abril de 1948 | Hungria                                                              | 7 – 4     | Suíça                                              | FTC Stadion, Budapeste                   |
| 17:30 (UTC+1)       | Puskás 1', 88' · Deák 36', 78' · Gőcze 42' · Egresi 74' · Szusza 86' | Relatório | Lusenti 5' · Amadò 30' · Maillard 31' · Tamini 87' | Público: 32 000 Árbitro: AUT Karl Czerny |

| 2 de maio de 1948 | Áustria                                                | 3 – 2     | Hungria               | Praterstadion, Viena                        |
| 17:00 (UTC+1)     | Ernst Melchior 20' · Wagner 67' (pen.) · A. Körner 84' | Relatório | Szusza 15' · Deák 48' | Público: 57 000 Árbitro: TCH Jaroslav Vlček |

| 23 de maio de 1948 | Hungria               | 2 – 1     | Tchecoslováquia | FTC Stadion, Budapeste                        |
| 18:00 (UTC+1)      | Egresi 16' · Deák 73' | Relatório | 81' Schubert    | Público: 32 000 Árbitro: IUG Marijan Matančić |

| 10 de outubro de 1948 | Suíça           | 1 – 1     | Tchecoslováquia | Stadio Landhof, Basileia                      |
| 15:00 (UTC+1)         | Friedländer 25' | Relatório | Cejp 66'        | Público: 22 000 Árbitro: ITA Giuseppe Carpani |

| 31 de outubro de 1948 | Tchecoslováquia                | 3 – 1     | Áustria   | Tehelné pole, Bratislava                   |
| 14:30 (UTC+1)         | Hemele 55', 66' · Hlaváček 85' | Relatório | Stroh 15' | Público: 31 500 Árbitro: HUN Árpád Kamarás |

| 3 de abril de 1949 | Suíça      | 1 – 2     | Áustria          | Stade Olympique de la Pontaise, Lausana  |
| 15:00 (UTC+1)      | Bickel 88' | Relatório | Habitzl 15', 81' | Público: 32 000 Árbitro: FRA Victor Sdez |

| 10 de abril de 1949 | Tchecoslováquia                                            | 5 – 2     | Hungria                        | Estádio de Strahov, Praga                          |
| 17:30 (UTC+1)       | Preis 43' · Šimanský 56' · Hlaváček 63', 66' · Pažický 71' | Relatório | Puskás 61' (pen.) · Szusza 78' | Público: 55 000 Árbitro: POL Maksymilian Schneider |

| 8 de maio de 1949 | Hungria                                                 | 6 – 1     | Áustria      | Megyeri úti Stadion, Budapeste              |
| 17:30 (UTC+1)     | Deák 2', 49' · Kocsis 22' · Puskás 32', 82' (pen.), 89' | Relatório | Melchior 79' | Público: 50 000 Árbitro: TCH Jaroslav Vlček |

| 22 de maio de 1949 | Itália                                    | 3 – 1     | Áustria   | Stadio Comunale, Florença              |
| 16:30 (UTC+1)      | Cappello 26' · Amadei 42' · Boniperti 43' | Relatório | Huber 70' | Público: 85 000 Árbitro: SUI Jean Lutz |

| 12 de junho de 1949 | Hungria  | 1 – 1     | Itália          | Megyeri úti Stadion, Budapeste                |
| 18:00 (UTC+1)       | Deák 29' | Relatório | Carapellese 11' | Público: 45 000 Árbitro: ENG William H. Evans |

| 25 de setembro de 1949 | Áustria                            | 3 – 1     | Tchecoslováquia | Praterstadion, Viena                          |
| 16:00 (UTC+1)          | Decker 33', 82' (pen.) · Huber 67' | Relatório | Šimanský 52'    | Público: 60 000 Árbitro: ITA Giuseppe Carpani |

| 19 de março de 1950 | Áustria                                        | 3 – 3     | Suíça                                | Praterstadion, Viena                          |
| 16:00 (UTC+1)       | Ocwirk 11' · R. Körner 14' · Decker 32' (pen.) | Relatório | Fatton 41' · Tamini 51' · Oberer 86' | Público: 62 000 Árbitro: ITA Giovanni Galeati |

| 2 de abril de 1950 | Áustria      | 1 – 0     | Itália | Praterstadion, Viena                      |
| 16:30 (UTC+1)      | Melchior 52' | Relatório |        | Público: 63 000 Árbitro: ENG Henry Pearce |

| 25 de novembro de 1951 | Suíça    | 1 – 1     | Itália        | Cornaredo, Lugano                         |
| 14:30 (UTC+1)          | Riva 15' | Relatório | Boniperti 84' | Público: 32 000 Árbitro: ENG William Ling |

| 20 de setembro de 1952 | Suíça                | 2 – 4     | Hungria                                      | Wankdorfstadion, Berna                           |
| 17:00 (UTC+1)          | Hügi 5' · Fatton 11' | Relatório | Puskás 36', 45' · Kocsis 56' · Hidegkuti 74' | Público: 30 000 Árbitro: ENG Arthur Edward Ellis |

| 28 de dezembro de 1952 | Itália                              | 2 – 0     | Suíça | La Favorita, Palermo                         |
| 14:30 (UTC+1)          | Pandolfini 3' (pen.) · Frignani 72' | Relatório |       | Público: 32 000 Árbitro: BEL Laurent Franken |

| 26 de abril de 1953 | Tchecoslováquia  | 2 – 0     | Itália | Letenský stadion, Praga                      |
| 16:00 (UTC+1)       | Pažický 79', 81' | Relatório |        | Público: 35 000 Árbitro: BEL Laurent Franken |

| 17 de maio de 1953 | Itália | 0 – 3     | Hungria                         | Olímpico, Roma                                |
| 16:15 (UTC+1)      |        | Relatório | Hidegkuti 41' · Puskás 63', 68' | Público: 80 000 Árbitro: ENG William H. Evans |

| 20 de setembro de 1953 | Tchecoslováquia                                      | 5 – 0     | Suíça | Estádio de Strahov, Praga                       |
| 16:00 (UTC+1)          | Pažický 38' · Trnka 59', 63' · Kraus 75' · Hertl 86' | Relatório |       | Público: 48 000 Árbitro: NED Karel van der Meer |

| 13 de dezembro de 1953 | Itália                                            | 3 – 0     | Tchecoslováquia | Stadio Luigi Ferraris, Gênova              |
| 15:00 (UTC+1)          | Cervato 23' · Ricagni 27' · Pandolfini 47' (pen.) | Relatório |                 | Público: 50 000 Árbitro: BEL Henri Bauwens |

## Premiação
| Copa Internacional de 1948–53 |
| ----------------------------- |
| Hungria Campeão (1º título)   |

## Artilheiros
10 gols
- HUN Ferenc Puskás

7 gols
- HUN Ferenc Deák

4 gols
- TCH Emil Pažický

3 gols
- AUT Karl Decker
- AUT Ernst Melchior
- HUN Ferenc Szusza
- TCH Ladislav Hlaváček

2 gols
- AUT Adolf Huber
- AUT Erich Habitzl
- HUN Béla Egresi
- HUN Nándor Hidegkuti
- HUN Sándor Kocsis
- ITA Egisto Pandolfini
- ITA Giampiero Boniperti
- SUI Jean Tamini
- SUI Jacques Fatton
- TCH Otto Hemele
- TCH Gejza Šimanský
- TCH Jiří Trnka

1 gol
- AUT Alfred Körner
- AUT Josef Stroh
- AUT Theodor Wagner
- AUT Robert Körner
- HUN Sándor Gőcze
- ITA Amleto Frignani
- ITA Amedeo Amadei
- ITA Eduardo Ricagni
- ITA Sergio Cervato
- ITA Gino Cappello
- ITA Riccardo Carapellese
- SUI Alfred Bickel
- SUI Ferdinando Riva
- SUI Gerhard Lusenti
- SUI Lauro Amadò
- SUI Josef Hügi
- SUI Hans-Peter Friedländer
- SUI René Maillard
- SUI Traugott Oberer
- TCH Július Schubert
- TCH Jaroslav Cejp
- TCH Vlastimil Preis
- TCH Tadeusz Kraus
- TCH Jan Hertl